# هنری کارلسون
هنری کارلسون (سوئدی: Henry Carlsson; ۲۹ اکتبر ۱۹۱۷ – ۲۸ مهٔ ۱۹۹۹) بازیکن و مربی فوتبال اهل سوئد بود.
از باشگاه‌هایی که در آن بازی کرده‌است می‌توان به باشگاه فوتبال آی‌ای‌کی و باشگاه فوتبال اتلتیکو مادرید اشاره کرد.
وی همچنین در تیم ملی فوتبال سوئد بازی کرده‌است.